# Idioma proto-tupí
El idioma proto-tupí es una lengua reconstruida o protolengua que, hipotéticamente, dio origen a las leguas tupíes. Reconstruida por el método comparativo partir de datos de sus idiomas descendientes (Tupí clásico, Guaraní, Aweti, Munduruku, Gavião de Rondônia). En Brasil, los estudios histórico-comparativos están siendo desarrollados principalmente por dos equipos científicos: uno del Laboratório de Línguas Indígenas (LALI) de la Universidad de Brasilia; y el otro del Museu Paraense Emílio Goeldi, ubicado en Belém. Los estudios muestran varias evidencias importantes sobre la cultura Proto-Tupi (demostrando, por ejemplo, que los antepasados de los pueblos Tupi se dedicaban a la agricultura)

## Lugar originario de los hablantes
Se considera que el lugar originario del idioma proto-tupí está en algún lugar entre los ríos Guaporé y Aripuanã, en la cuenca del río Madeira. Gran parte de esta área corresponde al estado actual de Rondônia, Brasil. De las 10 ramas de las lenguas tupís, 5 se encuentran en esta área, así como algunas lenguas tupi-guaraníes (especialmente el idioma Kawahíb), lo que lo convierte en el probable urheimat de estos idiomas y tal vez de sus pueblos hablantes. Se cree que esta lengua existió alrededor de 5,000 antes del presente.

## Otras lecturas
- Lyle Campbell (21 de septiembre de 2000). American Indian Languages: The Historical Linguistics of Native America. Oxford University Press. pp. 199, 201. ISBN 978-0-19-534983-2.
- Spike Gildea (1998). On Reconstructing Grammar: Comparative Cariban Morphosyntax. Oxford University Press. pp. 5, 53, 86, 88. ISBN 978-0-19-510952-8.
- Rik van Gijn; Jeremy Hammond (15 de octubre de 2016). Switch Reference 2.0. John Benjamins Publishing Company. pp. 15-16. ISBN 978-90-272-6677-4.
- Rodrigues, Aryon Dall'Igna (2007). "As consoantes do Proto-Tupí". In Ana Suelly Arruda Câmara Cabral, Aryon Dall'Igna Rodrigues (eds). Linguas e culturas Tupi, p. 167-203. Campinas: Curt Nimuendaju; Brasília: LALI.

- Datos: Q10354700